# Војни суд
Војни суд је посебан судски орган унутар оружаних снага неке државе.
Зависно од државног законодавства, имају различиту улогу, надлежности и овлашћења. Тако, војни судови могу функционисати више као административни него судски органи у ужем смислу ријечи, поготово када су им надлежности сведене на изрицање дисциплинских мјера према припадницима оружаних снага оптужених за прекршаје.
Војни судови, с друге стране, могу функционисати као прави судови, односно пред њима се могу процесуирати кривична дјела која током и/или ван вршења службе почине активни припадници оружаних снага, а могу доносити и најтеже кривичне санкције, укључујући казну затвора и смртну казну.
За вријеме рата војни судови се најчешће формирају од стране окупационих снага. Војни судови, у случају проглашења ратног стања, могу надлежности проширити и на цивиле, иако се то најчешће користи искључиво за најтежа кривична дјела као што су шпијунажа, тероризам, оружана побуна, покушај рушења уставног поретка и сл.